# Чапаево (Мордовия)
 Чапаево — деревня в Лямбирском районе Мордовии в составе  Протасовского сельского поселения.

## География
Находится на расстоянии примерно 20 км на северо-восток от города Саранск.

## Население
Постоянное население составляло 4 человека (русские 100%) в 2002 году, 5 в 2010 году .